# Ola Månsson (bygdemålare)
Ola Månsson, född 1843 i Snöfleboda, Blekinge, död okänt år i Amerika, var en svensk dräng och bygdemålare.
Han var son till drängen Måns Persson och Bengta Matsdotter. Månsson tillhörde den talrika gruppen som var verksamma som folkmålare i Blekinge under 1800-talets senare hälft. Av hans utförda målningar finns ett fåtal bevarade i Hölje. Hans målningar i Hölje pekar inte på något samband med det traditionsbetingade sydsvenska bonadsmåleriet som andra lokala bygdemålare följde. Enligt folktraditionen utvandrade han till Amerika och blev där en "framstående målare".